# Billy McAdams
William John McAdams, né le 20 janvier 1934 à Belfast en Irlande du Nord et mort le 13 octobre 2002 à Barrow-in-Furness en Angleterre, est un footballeur international nord-irlandais qui jouait au poste d'attaquant.

## Carrière en club
À sa sortie de l'école, à 15 ans, il suit un apprentissage de chauffagiste et joue en amateur. À 17 ans, il part à Burnley pour un essai réussi de trois mois, mais ne donne pas suite. Il retourna donc en Irlande où il signa des formulaires professionnels pour Distillery (Charles Buchan's Football Monthly, janvier 1967). Il joue ensuite pour Manchester City entre 1953 et 1959, faisant 134 apparitions et marquant 66 buts.
Il rejoint les Bolton Wanderers.
Il totalisera 15 sélections avec l'Irlande du Nord pour sept buts marqués.